# Sepp-Doll-Stadion
Sepp-Doll-Stadion (do 1988 roku Kremser Stadion) – stadion piłkarski w Krems an der Donau, w Austrii. Został otwarty w 1923 roku. Może pomieścić 10 000 widzów. Swoje spotkania rozgrywają na nim piłkarze klubu Kremser SC.
Stadion został otwarty w 1923 roku. Obiekt powstał tuż obok miejskiego parku i w miejscu, w którym w czasie I wojny światowej urządzono kwatery dla żołnierzy armii Austro-Węgier. W przeszłości obiekt posiadał tor żużlowy, zlikwidowany podczas przebudowy stadionu w połowie lat 80. XX wieku.
Pojemność stadionu wynosi 10 000 miejsc. Od strony północnej, wzdłuż boiska ciągnie się zadaszona trybuna główna z miejscami siedzącymi, tarasowe trybuny stojące od pozostałych stron są niezadaszone. Obiekt wyposażony jest w sztuczne oświetlenie osadzone na czterech masztach umieszczonych w narożnikach.